# Escape (Album)
Escape ist das siebte Studioalbum der AOR-Band Journey.

## Titelliste
1. Don’t Stop Believin’ (4:11)
2. Stone in Love (4:26)
3. Who’s Crying Now (5:01)
4. Keep on Runnin (3:40)
5. Still They Ride (3:50)
6. Escape (5:17)
7. Lay It Down (4:13)
8. Dead or Alive (3:21)
9. Mother, Father (5:29)
10. Open Arms (3:23)

## Hintergrund
Es war das erste Album der Band mit Jonathan Cain, der Journeys ersten Keyboarder (und Gründungsmitglied) Gregg Rolie ersetzte.

## Rezeption
Im amerikanischen Rolling Stone wurde das Album bei Erscheinen negativ besprochen und bekam nur zwei von fünf möglichen Sternen. Von Allmusic erhielt das Album im Rückblick hingegen eine ausgezeichnete Kritik; der Autor vergab viereinhalb von fünf möglichen Sternen und bezeichnete das Werk als wegweisend (“groundbreaking”) und den Gesang als leidenschaftlich (“passionate”).
Im Jahr 1988 wurde das Album von den Lesern des Magazins Kerrang zum besten Arena-Rock-Album aller Zeiten gewählt. Im selben Magazin landete Escape 1989 auf dem 32. Rang in der Liste der besten Heavy-Metal-Alben aller Zeiten. In einer Umfrage der Virgin Group landete das Album auf Platz 24 der besten Alternative Rock oder Heavy-Metal-Alben aller Zeiten. Vom Classic Rock-Magazin fand es in der Liste der besten Rockalben aller Zeiten auf Platz 22 Erwähnung.

## Kommerzieller Erfolg

### Chartplatzierungen

#### Album
| ChartsChartplatzierungen       | Höchstplatzierung | Wochen |
| ------------------------------ | ----------------- | ------ |
| Deutschland (GfK)              | 49 (4 Wo.)        | 4      |
| Vereinigte Staaten (Billboard) | 1 (152 Wo.)       | 152    |
| Vereinigtes Königreich (OCC)   | 32 (16 Wo.)       | 16     |

### Singles
| Jahr | Titel                | Höchstplatzierung, Gesamtwochen, AuszeichnungChartplatzierungen (Jahr, Titel, , Platzierungen, Wochen, Auszeichnungen, Anmerkungen) | Höchstplatzierung, Gesamtwochen, AuszeichnungChartplatzierungen (Jahr, Titel, , Platzierungen, Wochen, Auszeichnungen, Anmerkungen) | Höchstplatzierung, Gesamtwochen, AuszeichnungChartplatzierungen (Jahr, Titel, , Platzierungen, Wochen, Auszeichnungen, Anmerkungen) | Höchstplatzierung, Gesamtwochen, AuszeichnungChartplatzierungen (Jahr, Titel, , Platzierungen, Wochen, Auszeichnungen, Anmerkungen) | Höchstplatzierung, Gesamtwochen, AuszeichnungChartplatzierungen (Jahr, Titel, , Platzierungen, Wochen, Auszeichnungen, Anmerkungen) | Anmerkungen |
| Jahr | Titel                | DE | AT | CH | UK | US | Anmerkungen |
| ---- | -------------------- | --- | --- | --- | --- | --- | --- |
| 1981 | Who’s Crying Now     | — | — | — | UK46 (7 Wo.)UK | US4 ×2Doppelplatin · (21 Wo.)US | Erstveröffentlichung: Juli 1981                                                                                            |
| 1981 | Don’t Stop Believin’ | DE76 ×2Doppelplatin · (… Wo.)DE | AT56 (… Wo.)AT | CH71 (… Wo.)CH | UK6 ×5Fünffachplatin · (97 Wo.)UK                                                                                                   | US9 ×8Diamant + Achtfachplatin · (16 Wo.)US                                                                                         | Erstveröffentlichung: Oktober 1981 · US: + Platin (Mastertone), + Gold (Physisch) · in der Schweiz erst 2024 in den Charts |
| 1982 | Open Arms            | — | — | — | — | US2 ×4Vierfachplatin · (18 Wo.)US                                                                                                   | Erstveröffentlichung: Januar 1982                                                                                          |
| 1982 | Still They Ride      | — | — | — | — | US19 (14 Wo.)US | Erstveröffentlichung: Mai 1982                                                                                             |

### Auszeichnungen für Musikverkäufe
In den USA erhielt das Album eine diamantene Schallplatte für zehn Millionen Verkäufe.
| Land/Region               | Auszeichnungen für Musikverkäufe (Land/Region, Auszeichnung, Verkäufe) | Verkäufe   |
| ------------------------- | ---------------------------------------------------------------------- | ---------- |
| Kanada (MC)               | 3× Platin                                                              | 300.000    |
| Neuseeland (RMNZ)         | 2× Platin                                                              | 30.000     |
| Vereinigte Staaten (RIAA) | Diamant                                                                | 10.000.000 |
| Insgesamt                 | 5× Platin · 1× Diamant ·                                               | 10.330.000 |